# Zegel der Profeten
Zegel van de Profeten (Arabisch  خاتم النبيين  Khatim-an-Nabiyyin) is een titel gegeven aan Mohammed in aya 40 van soera De Partijscharen van de Koran. Traditioneel interpreteren moslims deze aya in de zin dat Mohammed de laatste profeet en boodschapper was en die tot de gehele mensheid is gezonden.

## Historische context
De belangrijkste koranverwijzing naar deze zinsnede komt uit de soera genaamd Al Ahzab; "De Partijscharen". Deze soera gaat o.a. in op Mohammeds huwelijk met Zaynab, die gescheiden was van Zaid, zijn geadopteerde zoon. Soera De partijscharen 40 maakt een onderscheid tussen aangenomen en natuurlijke kinderen en God en vermeldt:
Mohammed is niet de vader van één uwer mannen, maar de boodschapper van God en het zegel der profeten; God heeft kennis van alle dingen.
Hoewel de primaire focus van dit verhaal het beantwoorden van de beschuldigingen dat zijn huwelijk met Zaynab was immoreel is volgens Arabische gewoonten, wordt deze zin van grote betekenis geacht.

## Verschil tussen "boodschapper" en "profeet"
De meeste islamitische commentatoren zijn het erover eens dat "boodschapper" (rasul) verwijst naar degenen die een goddelijke openbaring brengen, inclusief een nieuw systeem van leringen, terwijl een "profeet" (nabi) iemand is die leringen uitlegt op basis van een bestaande religie. Elke boodschapper is een profeet, maar niet elke profeet is een boodschapper.

## Academische visies
Volgens A.C. Welch is de islamitische interpretatie van Khatam-an-Nabiyyin als de "laatste en grootste van de profeten" waarschijnlijk gebaseerd op een latere interpretatie. Carl Ernst is van mening dat deze zin op te vatten is als Mohammeds "opdruk op de geschiedenis zo definitief is als een zegel op een brief". Wilferd Madelung schrijft dat de betekenis van deze term niet zeker is.

## Religieuze visies

### Ahmadiyya
In het recente verleden hebben de interpretatie van de term "Zegel der Profeten" veel twist tussen de traditionele islam en de ahmadiyya-beweging veroorzaakt. De verschillen ontstonden als gevolg van verschillen in de definitie en het gebruik van de termen "zegel" en "profeet".
De twee takken van de ahmadiyya-beweging verschillen in hun interpretatie van deze term.
De Ahmadiyya Moslim Gemeenschap aanvaardt Mohammed als het 'Zegel der Profeten' en de laatste profeet die een volledige, alomvattende universele wet voor de mensheid heeft gebracht, maar is van mening dat het profetenambt ondergeschikt aan Mohammed nog open is. Mohammed wordt verondersteld het profetenambt tot perfectie te hebben gebracht en was de laatste wetgevende profeet, de top van de geestelijke evolutie van de mens. Nieuwe profeten kunnen komen, maar zij moeten ondergeschikt zijn aan Mohammed en kunnen niet perfecter zijn dan hij, noch zijn leer wijzigen of een nieuwe wet of religie tot stand brengen. De Ahmadiyya-gemeenschap is van mening dat Mirza Ghulam Ahmad de beloofde Messias en Mahdi is, die beweerde een bepaald soort profetenambt te bekleden, maar nooit beweerd heeft een nieuwe goddelijke wet gebracht te hebben of de wet van Mohammed veranderd te hebben, maar zei goddelijk benoemd te zijn om de religie van Mohammed nieuw leven in te blazen en universeel te verspreiden. De Ahmadiyya-gemeenschap baseert zich op diverse interpretaties van islamitische geleerden in de geschiedenis van de islam die de mogelijkheid laten zien van het niet-wetgevende profetenambt binnen de islam.
In tegenstelling hiermee is de Lahore Ahmadiyya-beweging van mening dat Mohammed de laatste profeet was en er geen nieuwe of oude profeet na hem kan komen, hoewel zij ook geloven dat Mirza Ghulam Ahmad de beloofde Messias en Mahdi is. Door deze interpretatieve en religieuze verschillen worden de Ahmadiyya door vele moslims gezien als ketters en apostaten.

### Bahá'í-geloof
Het Bahá'í-geloof ziet Mohammed als het zegel der profeten, maar interpreteert deze term niet in die zin dat er geen verdere boodschappers van God mogelijk zijn. Bahá'ís zien de eindtijd profetieën van de islam (en andere geloofsovertuigingen) als symbolisch, en zien de Báb en Bahá'u'lláh als symbolische vervulling van deze profetische verwachtingen. Bahá'u'lláh is de grondlegger van het Bahá'í-geloof, die de islamitische wet vervangen heeft door eigen wetten. Mohammed wordt gezien als laatste Manifestatie van God van de Adamische cyclus, ook de Profetische cyclus genoemd, die ongeveer 6000 jaar geleden begon, en de Báb en Bahá'u'lláh worden gezien als de eerste Boodschappers van de Bahá'í cyclus, de cyclus van vervulling, die ten minste vijfhonderdduizend jaar zou duren waarin tal van Manifestaties van God zullen verschijnen. Bahá'u'lláh heeft de titel "Koning der Boodschappers" (sultán al-rusul) gegeven aan de Báb, en de "Zender van de Boodschappers" (mursil al-rusul) aan zichzelf. In de Kitáb-i-Íqán legt hij een rechtstreeks verband tussen soera De Partijscharen 40, over het zegel der profeten, en soera De Partijscharen 44, over de belofte van het "bereiken van de goddelijke Aanwezigheid", die hij interpreteert als de ontmoeting met de Manifestatie van God. Door deze interpretatieve en juridische verschillen worden bahá'ís door vele moslims gezien als ketters en apostaten.